# روزهای جوش و خروش
« روزهای جوش و خروش» (به فرانسوی: Jours de fièvre) تک‌آهنگی از هنرمند اهل کانادا سلین دیون است که در ۱۹۸۸ منتشر شد.